# ジャン＝フランソワ・パイヤール
ジャン＝フランソワ・パイヤール（Jean-François Paillard, 1928年4月12日 - 2013年4月15日）は、フランスの指揮者。

## 人物・来歴
マルヌ県ヴィトリ＝ル＝フランソワの出身。ソルボンヌ大学で数学を専攻した後、パリ音楽院でノルベール・デュフルクに音楽学を、ザルツブルクのモーツァルテウム音楽大学にてイーゴリ・マルケヴィチに指揮を師事するなどの教育を受ける。
1953年にジャン＝マリー・ルクレール器楽アンサンブルを創立する。これが母体となって1959年にパイヤール室内管弦楽団が結成された。同楽団はバロック音楽や古典派音楽を専門としていたが、チャイコフスキーやドヴォルザークの弦楽セレナーデのようなロマン派音楽を稀に録音することもあった。パイヤールは後者を通じてエラート・レーベルに数々のバロック音楽を録音し、また欧米の各地で演奏旅行を行なった。パッヘルベルのカノンは1968年にリリースされたジャン＝フランソワ・パイヤールの録音盤により、誰もが知る有名なクラシック音楽となった。
パイヤール室内管弦楽団と共演して音源を残したソリストに、モーリス・アンドレ、ジャン＝ピエール・ランパル、ジェラール・ジャリ、リリー・ラスキーヌ、ピエール・ピエルロ、ジャック・ランスロらがいる。中でも、チェンバロのアンヌ＝マリー・ベッケンシュタイナーは、パイヤール夫人である。
パイヤールはしばしばその他のアンサンブルにも客演指揮者として活躍し、また著述家としても活躍した。叢書『 Archives de la Musique Instrumentale 』の校訂者であり、また1960年には『フランス古典音楽 La musique française classique 』（渡部和夫訳・白水社クセジュ文庫）を出版している。
初来日は1968年10月で（当時のライヴCD「東京のパイヤール」がある）、以後、たびたび日本を訪れている。近年では2001年に来日し、水戸室内管弦楽団を指揮してドビュッシーやファリャ、オネゲルの作品を指揮した。日本のポップ/ロックの音楽シーンにおいてパッヘルベルのカノンのコード進行「カノン進行」が大流行し始めた1990年にパイヤール指揮、パイヤール室内管弦楽団演奏による日本の民謡・童謡集が日本コロムビアとBMG JAPANからリリースされている。